# 黄村街道
黄村街道，是中华人民共和国广东省广州市天河区下辖的一个乡镇级行政单位。

## 行政区划
黄村街道下辖以下地区：
黄村西社区、荔苑社区、天雅社区、江夏社区、体委基地社区、大观社区、中海康城社区、龙步社区和庙元社区。

## 交通

### 地铁
█广州地铁4号线：黄村站
█广州地铁21号线：黄村站、大观南路站